# Veselsko
Veselsko (deutsch Weselsko) ist eine Einschicht der Gemeinde Věž in Tschechien. Sie liegt sechseinhalb Kilometer nordöstlich des Stadtzentrums von Humpolec und gehört zum Okres Havlíčkův Brod.

## Geographie
Veselsko befindet sich rechtsseitig über dem Tal des Baches Veselský potok in den Orlovské lesy (Worlowwald) am nordöstlichen Abfall des Worlowkammes der Křemešnická vrchovina (Křemešník-Bergland). Nordöstlich erhebt sich die Kalvárie (615 m n.m.), im Osten der Lejchovec (588 m n.m.), südwestlich der Čejovský kopec (645 m n.m.) und der Orlík (Worlow, 678 m n.m.) sowie im Westen der Poláček (644 m n.m.) und der Kopec (655 m n.m.). Nordwestlich entspringt der Křivoláčský potok. Umgeben wird Veselsko vom gleichnamigen Wildgehege.
Nachbarorte sind Mozerov im Norden, Jedouchov im Nordosten, Kvasetice und Svitálka im Osten, Věž im Südosten, Skála im Süden, Leština, Rozkoš, Dusilov und Čejov im Südwesten, Světlice und Budíkov im Westen sowie Kejžlice, Orlovy und Nový Dvůr im Nordwesten.

## Geschichte
Die erste urkundliche Erwähnung des Dorfes Weseli erfolgte im Jahre 1305, als der Abt des Klosters Sedlec, Heinrich Heidenreich, die Burg Křivsoudov und die Feste Herálec erwarb. In dem Kauf sind die zehn zur Feste gehörigen Dörfer Herálec, Slavníč, Nová Ves, Pavlov, Mikulášov, Dubí, Bunovec, Weseli, Boňkov und Budíkov aufgeführt. Später wurde das Dorf an das Gut Věž angeschlossen. Im Jahre 1533 verkaufte Heinrich von Leipa die Dörfer Wesely und Věž an Václav Onšovský von Onšov. In der nachfolgenden Zeit erlosch Wesely. Als Jan Onšovský von Onšov 1569 das Gut Věž an Barbara Gräfin Schlik veräußerte, wurde Weselsko ein wüstes Dorf genannt.
Barbaras Mann Franz von Thurn und Valsassina schlug das Gut Věž mit allem Zubehör seiner Herrschaft Lipnice zu. Später wurde auf den Fluren des wüsten Dorfes ein herrschaftlicher Meierhof angelegt. Dieser wurde erstmals 1688 im Testament des Franz Leopold von Vernier genannt, der die Herrschaft Lipnice seinen drei Söhnen Anton Matthäus, Franz Karl und Johann Joachim mit dem Wunsch einer Teilung vererbte. Das Erbe umfasste u. a. das Schloss Lipnice mit dem Städtchen Lipnice, der Brauerei und fünf kleinen Dörfern, das Gut Věž mit dem Hof Veselsko sowie das Gut Petrkov mit den Dörfern Petrkov und Lípa einschließlich zwei Höfen. Im Oktober 1703 trennten die Eheleute Johann Bartholomäus  und Maria Rosalie von Vernier das Gut Červená Wež mit dem Schloss, der Brauerei, der Schmiede, der Mühle, der Fleischbank, den Silberbergwerken und dem Hof Veselsko von der Herrschaft Lipnice ab und verkauften es an Franz Anton von Gastheim. Um 1730 ließ der Besitzer des Gutes Věž, Franz Josef Moser, auf Fluren des Hofes Veselsko die Siedlung Mozerov anlegen.
Im Jahre 1840 bestand die im Caslauer Kreis gelegene und nach Moserow konskribierte Ansiedlung Weselsko aus dem herrschaftlichen Meierhof mit einer Schäferei und einer Branntweinbrennerei sowie einem Forsthaus. Pfarrort war Skala. Haupterwerbsquelle bildete die Landwirtschaft. Bis zur Mitte des 19. Jahrhunderts blieb Weselsko dem Gut Wiež untertänig.
Nach der Aufhebung der Patrimonialherrschaften gehörte Veselsko ab 1849 zum Ortsteil Mozerov der Gemeinde Věž im Gerichtsbezirk Deutschbrod. Ab 1868 war die Ansiedlung Teil des Bezirkes Deutschbrod. Zum Ende des 19. Jahrhunderts führte der Ortsteil den Namen Mozerov-Veselsko. Am 19. Oktober 1890 verkaufte der Gutsbesitzer Gustav Jahn den Hof Veselsko mit den zugehörigen Grundstücken an die Straka-Stiftung, der die angrenzende Grundherrschaft Okrouhlice gehörte. Die Stiftung ließ danach den größten Teil der Fluren von Veselsko aufforsten. Am 12. Juli 1893 brannte der Hof während einem schweren Unwetter nach einem Blitzeinschlag nieder und wurde nicht wiederaufgebaut.
Die zum ehemaligen Hof gehörige Wiese (Veselská louka) wurde 1927 parzelliert und an Bewohner von Věž, Mozerov, Leština und Skála verkauft. Nachdem der Weg nach Veselsko im Mai 1935 durch ein Unwetter stark beschädigt worden war, ließ ihn die Gemeinde im selben Jahr im Zuge der Arbeitslosenunterstützung gründlich mit Packlage und Entwässerungsrinnen herrichten. 1986 wurde um das Hegerhaus Veselsko auf einer Fläche von 50 ha ein Wildgehege für Muffelwild angelegt und zugleich das Hegerhaus instand gesetzt. Das Wildgehege ist nicht öffentlich zugänglich.

## Ortsgliederung
Veselsko gehört zum Ortsteil Mozerov und ist Teil des Katastralbezirkes Věž.

## Sehenswürdigkeiten
- Mufflongehege Veselsko
- Flurkreuz am Südrand des Geheges am Weg nach Skála